# Chlorophénol

Un exemple de chlorophénol : le 2,4-dichlorophénol

Un chlorophénol est un composé aromatique constitué d'un cycle benzénique substitué par un groupe hydroxyle (phénol) et par un ou plusieurs atomes de chlore (chlorobenzène).
Les chlorophénols sont produits par halogénation électrophile aromatique du phénol par le dichlore. Le groupe hydroxyle étant orienteur ortho-para (effet -I/+M), on obtient préférentiellement un mélange de 2-chlorophénol et de 4-chlorophénol, puis le 2,4-dichlorophénol et enfin le 2,4,6-trichlorophénol. La tétra- et pentachloration nécessitent la présence d'un catalyseur (AlCl3).
La plupart des chlorophénols sont solides à température ambiante ; ils ont un très fort goût et odeur « médical ». Les chlorophénols sont couramment utilisés comme pesticides, herbicides et désinfectants.

## Liste des chlorophénols
Il existe au total 19 chlorophénols, divisés en cinq groupes, selon le nombre d'atomes de chlore attachés au cycle benzénique :
- Monochlorophénol
  - 2-Chlorophénol
  - 3-Chlorophénol
  - 4-Chlorophénol
- Dichlorophénol
  - 2,3-Dichlorophénol
  - 2,4-Dichlorophénol
  - 2,5-Dichlorophénol
  - 2,6-Dichlorophénol
  - 3,4-Dichlorophénol
  - 3,5-Dichlorophénol
- Trichlorophénol
  - 2,3,4-Trichlorophénol
  - 2,3,5-Trichlorophénol
  - 2,3,6-Trichlorophénol
  - 2,4,5-Trichlorophénol
  - 2,4,6-Trichlorophénol
  - 3,4,5-Trichlorophénol
- Tétrachlorophénol
  - 2,3,4,5-Tétrachlorophénol
  - 2,3,4,6-Tétrachlorophénol
  - 2,3,5,6-Tétrachlorophénol
- Pentachlorophénol